# Stadio El-Mehalla
Lo stadio El Mehalla (in arabo ستاد غزل المحلة‎?) è uno stadio calcistico di El-Mahalla El-Kubra, in Egitto.
Inaugurato nel 1947, conta 20.000 posti a sedere. È sede delle partite casalinghe del Ghazl El-Mehalla. Nonostante la sua capienza sia di 20.000 posti, ha raggiunto un'affluenza di 30.000 spettatori.